# KkStB 61
| KEB 0 / kkStB 61 / BBÖ 61     | KEB 0 / kkStB 61 / BBÖ 61 | KEB 0 / kkStB 61 / BBÖ 61 |
| ----------------------------- | ------------------------- | ------------------------- |
| kkStB 61.02 frühere KEB 0 176 |                           |                           |
| Technische Daten              |                           |                           |
|                               | Ursprungsbauart           | Ersatzkessel 1902         |
| Bauart                        | C n2t                     | C n2t                     |
| Zylinder-Ø                    | 395 mm                    | 395 mm                    |
| Kolbenhub                     | 579 mm                    | 579 mm                    |
| Treibrad-Ø                    | 1100 mm                   | 1100 mm                   |
| Laufrad-Ø vorne               | –                         | –                         |
| Laufrad-Ø hinten              | –                         | –                         |
| fester Radstand               | 3320 mm                   | 3320 mm                   |
| Gesamtradstand                | 3320 mm                   | 3320 mm                   |
| Anzahl d. Rohre               | 120                       | 122                       |
| Heizfl. d. Rohre              | 71,9 m²                   | 74,0 m²                   |
| Heizfl. d. Feuerbüchse        | 5,3 m²                    | 4,4 m²                    |
| Rostfl.                       | 1,14 m²                   | 1,14 m²                   |
| Dampfdruck                    | 9,5                       | 10                        |
| Gewicht (leer)                | 31,1 t                    | 31,1 t                    |
| Adhäsionsgewicht              | 35,0 t                    | 35,0 t                    |
| Dienstgewicht                 | 38,0 t                    | 38,0 t                    |
| Wasser                        | 4,4 m³                    | 4,4 m³                    |
| Kohle                         | 1,6 m³                    | 1,6 m³                    |
| Länge                         | k. A.                     | k. A.                     |
| Höhe                          | k. A.                     | k. A.                     |
| Vmax                          | 40 km/h                   | 40 km/h                   |

Die Dampflokomotivreihe kkStB 61 war eine Tenderlokomotivreihe der kkStB, die ursprünglich von der k.k. priv. Kaiserin Elisabeth-Bahn (KEB) stammte.
Die KEB beschaffte fünf Exemplare dieser dreifach gekuppelten Tenderlokomotiven 1873 für den leichten Dienst, die bald nur mehr im Verschub verwendet wurden.
Sie wurden von der Sächsischen Maschinenfabrik vorm. Hartmann in Chemnitz geliefert.
Die Lokomotiven hatten Innenrahmen und Innensteuerung. Ähnliche Lokomotiven wurden auch als Reihe V T von den Königl. Sächsischen Staatseisenbahnen in größeren Stückzahlen beschafft.
Nach dem Ersten Weltkrieg kamen noch zwei Exemplare zur BBÖ, die sie bis 1932 ausmusterte.